# Partia Agrare Ambientaliste e Shqipërisë
Die Partia Agrare Ambientaliste e Shqipërisë (albanisch für „Umwelt- und Agrarpartei Albaniens“; Akronym: PAA oder auch PAASH) ist eine politische Partei in Albanien.

## Politische Ausrichtung
Sie wurde 1991 als Partia Agrare e Shqipërisë gegründet, um die Interessen der Bauern und der Kleinproduzenten in städtischen und ländlichen Gebieten zu vertreten. 2003 benannte sie sich um und nahm gleichzeitig auch vermehrt Umweltaspekte in ihr Programm auf.
Die PAA versteht sich selbst als Partei in der politischen Mitte. Sie befürwortet die wirtschaftliche Entwicklung Albaniens mit freier Marktwirtschaft – insbesondere die Entwicklung und Modernisierung der Landwirtschaft und der ländlichen Regionen – unter Berücksichtigung der Umwelt und die Integration des Landes in die Europäische Union und in die NATO (2009 beigetreten). Im Umweltbereich setzt sie sich für die Verbesserung der Energieversorgung vorwiegend mit erneuerbaren Energien, für einen Ausbau des öffentlichen Verkehrs, für die Begrenzung der Wasser- und Luftverschmutzung durch gesetzliche Maßnahmen und den Schutz der Artenvielfalt ein.
Zur Zeit (2011) ist Lufter Xhuveli Vorsitzender der PAA. Er war in verschiedenen Regierungen (Sozialisten und Demokraten) Landwirtschafts- und Umweltminister.

## Wahlergebnisse
Bei den Parlamentswahlen 1997 erreichte die PAA mit 0,8 % Stimmenanteil erstmals einen Sitz im Parlament. Parlamentswahlen 2001 kam sie mit 2,6 % der Stimmen auf 3 Sitze, Parlamentswahlen 2005 konnte sie mit 6,6 % einen weiteren Sitz hinzugewinnen. Bei den Parlamentswahlen 2009 verlor die Partei infolge einer Wahlrechtsreform, die kleinere Parteien benachteiligte (Sperrklausel), ihre Sitze und ist seitdem nicht mehr im Parlament vertreten.